# یاکوب هولز
یاکوب هولز (رومانیایی: Iacob Holz؛ ۱۹۰۲ – نامشخص) بازیکن فوتبال اهل رومانی بود.
وی همچنین در تیم ملی فوتبال رومانی بازی کرده‌است.